# Колычёв, Григорий Андреевич Меньшой
Григорий Андреевич Колычёв по прозвищу Меньшой (умер после 1521) — новгородский помещик, воевода на службе у Московского князя Василия III, младший из четырёх сыновей Андрея Андреевича Колычёва. Меньшим назван в отличие от старшего брата Григория Андреевича Большого.

## Биография
Происходил из знатного знатного боярского рода Колычёвых. Упоминается в разрядах в 1515—1519 годах.
В 1515 году Григорий Меньшой был в Великих Луках четвёртым воеводой передового полка, в который входило татарское войско. Ходил с этим войском к Полоцку. Том же году был воеводой полка левой руки у Толстика.
В 1516 году Григорий Меньшой, как второй воевода полка правой руки, послан на реку Вашаша для защиты от татарского набега.
В 1517 году Григорий Меньшой командовал полком левой руки в Мещере на Толстике, а после ухода больших воевод на Вашану стал воеводой передового полка.
В 1519 году Григорий Меньшой командовал полком левой руки в походе из Дорогобужа на Литву.
Согласно родословным Григорий Меньшой был бездетен.
Григорий Меньшой с братьями владел поместьями в Новгородской земле.